# يحيى أباد (شهرضا)
يحيی‌ أباد هي قرية في مقاطعة شهرضا، إيران. عدد سكان هذه القرية هو 83 في سنة 2006.